# Арман Дюплантис
Арман (Мондо) Дюплантис (на шведски: Armand "Mondo" Duplantis), срещано също като Арманд Густав Дуплантис, е шведско-американски състезател по овчарски скок, настоящ световен рекордьор на открито и закрито (6,29 метра и 6,22 метра), двукратен олимпийски шампион (2020 и 2024), двукратен световен шампион на открито (2022 и 2023) и трикратен шампион на закрито, настоящ европейски шампион и настоящ шампион на Диамантената лига. Той спечелва сребърния медал през 2019 г. на Световното първенство. Дуплантис е трикратен европейски шампион от 2018 г., когато поставя настоящ световен рекорд за юноши до 20 години, а от 2022 г. и 2024 г. е златен медалист от Световното първенство в зала през 2022 г. и Европейското първенство в зала през 2021 г. Той е смятан за най-великия състезател по овчарски скок за всички времена.
Дуплантис спечелва титлата като 15-годишен на Световното първенство за младежи през 2015 г. Година по-късно той се класира трети на Световното първенство до 20 години. През 2017 г. той взема европейската титла до 20 години, а на следващата година и световната до 20 години. Дуплантис е и трикратен шампион в Диамантената лига.
Изгряваща звезда на годината в европейската и световната атлетика при мъжете през 2018 г., две години по-късно той е избран за световен атлет на годината при мъжете. За сезона си през 2022 г., в който той подобрява три пъти световни рекорди, става световен шампион на открито и в зала, шампион на Европа и Диамантената лига и преодолява шест метра над 22 пъти, Дуплантис е коронован както за европейски, така и за световен спортист на годината при мъжете. Към февруари 2023 г. той е преодолявал шест метра или повече 60 пъти, най-много от всички спортисти в историята.
В някакъв момент от кариерата си Мондо успява да подобри 8-те най-високи скока за всички времена, след като Рено Лавилиние скача 6,16 метра, което е световен рекорд, оттогава Дуплантис е подобрил всяка една височина от 6,17 метра чак до сегашния си световен рекорд от 6,26 метра.
На летните олимпийски игри през 2024 г. в Париж Дуплантис спечелва златния медал със скок от 6,10 метра и подобрява световния рекорд със скок от 6,25 метра в същия финал.
Роден в е Лафайет, Луизиана, САЩ в семейство на лекоатлети – овчарски скачач от САЩ и многобойка от Швеция.
Състезава се за клуб „Упсала“. Олимпийски шампион е от игрите (2020) в Токио. Европейски щампион е на открито (Берлин, 2019) и в зала (Торун, 2021). Европейски шампион е от Мюнхен с 6,06 м (рекорд на европейските първенства) за 2022 г.
Той е световен рекордьор на открито с 6,29 m от 12 август 2025 г. и в зала с 6,27 m от 28 февруари 2025 г.